# Felice Costa
Felice Costa (Tigliole, 13 dicembre 1899 – Torino, 21 luglio 1951) è stato un calciatore italiano, di ruolo difensore.

## Carriera
Giocò in Serie A nell'Alessandria.

## Statistiche

### Presenze e reti nei club
| Stagione  | Squadra     | Campionato | Campionato | Campionato |
| Stagione  | Squadra     | Comp       | Pres       | Reti       |
| --------- | ----------- | ---------- | ---------- | ---------- |
| 1920-1921 | Alessandria | 1ª Cat     | 6          | 0          |
| 1921-1922 | Alessandria | 1ª Div     | 8          | 0          |
| 1922-1923 | Alessandria | 1ª Div     | 23         | 0          |
| 1923-1924 | Alessandria | 1ª Div     | 20         | 2          |
| 1924-1925 | Alessandria | 1ª Div     | 18         | 0          |
| 1925-1926 | Alessandria | 1ª Div     | 22         | 0          |
| 1926-1927 | Alessandria | DN         | 18         | 0          |
| 1927-1928 | Alessandria | DN         | 31         | 0          |
| 1928-1929 | Alessandria | DN         | 27         | 1          |
| 1929-1930 | Alessandria | A          | 32         | 0          |
| 1930-1931 | Alessandria | A          | 4          | 0          |

## Palmarès
- Coppa CONI: 1

Alessandria: 1927